# Felső-doni járás
A Felső-doni járás (oroszul: Верхнедонской район) Oroszország egyik járása a Rosztovi területen. Székhelye Kazanszkaja.

## Népesség
- 1989-ben 26 575 lakosa volt.
- 2002-ben 23 327 lakosa volt.
- 2010-ben 20 441 lakosa volt, melyből 19 737 orosz, 126 ukrán, 85 azeri, 68 cigány, 63 örmény, 30 fehérorosz, 27 oszét, 24 grúz, 22 dargin, 21 tatár stb.